# Opa (мова програмування)
Opa — мова програмування з відкритим вихідним кодом для розробки масштабованих вебдодатків.
Мову можна використовувати як для клієнтських, так і для серверних сценаріїв, де програми пишуться в Opa і згодом компілюються в Nodejs на сервері в на JavaScript на стороні клієнта. Opa має сильну статичну типізацію, яка може бути корисна в захисті проти безпеки таких проблем, як в SQL-ін'єкції і міжсайтовий скриптинг.
Мову було вперше офіційно представлено на конференції OWASP 2010 року, а вихідний код викладено на github
у червні 2011-го.

## Design and features
Opa складається з вебсервера, бази даних та розподіленого рушія. Код компілюється в JavaScript за допомогою Node.js на серверній стороні і в JavaScript з використанням jQuery для крос-браузерної сумісності на стороні клієнта.
Перевага даного підходу в порівнянні з деякими платформами Rich Internet Applications (RIA) є те, що користувачам не потрібно встановити плагін для браузера. Opa розподіляє дії вебфреймворками, але використовує трохи інший підхід.
Його конструктори стверджують, що це допомагає мові уникнути багатьох проблем безпеки, на кшталт SQL ін'єкцій і міжсайтового скриптингу (XSS).
Ядро мови функціональне і має статичний тип за видами типів. Мова також забезпечує роботу сесій, які інкапсулюють імперативні стани і взаємодіють за допомогою передачі повідомлень, схожими на роботу Erlang. Opa надає безліч структур або функцій, які є спільними в веброзробці, як об'єкти першого класу. Наприклад, HTML та аналізатори, засновані на парсингу граматичних виразів. Через це ця мова не призначена для створення не-вебдодатків (наприклад, додатків для настільних комп'ютерів).
У релізі 0.9.0, що вийшов у лютому 2012 року, з'явилась підтримка відображення нереляційних, документ-орієнтованих баз даних MongoDB, схожих на об'єктно-реляційні відображення.
В версії 1.1.0 в лютому 2013 року також додано підтримку PostgreSQL.

## Приклади

### Hello world
Традиційна програма Hello world! створює вебсервер, який відобразить статичну сторінку з текстом «Hello world!», її код буде наступним:
```
Server
.
start
(
Server
.
http
,

  
{
 title
:
 
"Hello"

  
,
 page
:
 
function()
 
{
 
<h1>Hello, web!</h1>
 
}

  
}

)

```

Він може бути скомпільований в окремий JS-файл:
```
$
 
opa
 
hello_web.opa

```

Запуск JS-файлу запускає вебдодаток:
```
$
 
./hello_web.js

```